# Sarah-Jane Hutt
Sarah-Jane Hutt (Poole, 1964) è una modella britannica, vincitrice del concorso di bellezza Miss Mondo 1983.

## Biografia
Ex Miss Regno Unito, Sarah-Jane Hutt è stata incoronata trentatreesima Miss Mondo il 17 novembre 1983 presso la Royal Albert Hall di Londra all'età di diciannove anni, ricevendo la corona dalla Miss Mondo uscente, la dominicana Mariasela Alvarez Lebron. È stata la seconda Miss Mondo britannica dopo Ann Sydney nel 1964.
Sarah-Jane Hutt rifiutò di ammettere di essere la concorrente più bella fra le partecipanti al concorso.